# Giulio Pellizzari
Giulio Pellizzari (* 21. November 2003 in San Severino Marche) ist ein italienischer Radrennfahrer.

## Sportlicher Werdegang
Als Junior war Pellizzari Mitglied der italienischen Nationalmannschaft und startete unter anderem im UCI Men Juniors Nations’ Cup und bei den Europameisterschaften, blieb aber international ohne zählbare Ergebnisse. Mit dem Wechsel in die U23 wurde er zur Saison 2022 unmittelbar Mitglied im italienischen UCI ProTeam Green Project-Bardiani CSF-Faizanè. Nachdem er 2022 noch ohne nennenswerte Ergebnisse geblieben war, stellte er 2023 sein Talent als Bergfahrer unter Beweis. Er gewann den Giro del Medio Brenta sowie die Bergankunft auf der letzten Etappe der Tour de l’Avenir, womit er sich noch auf den zweiten Platz der Gesamtwertung vorschob. Dazu kommen der zweite Platz beim Gran Premio Palio del Recioto und in der Gesamtwertung des Carpathian Couriers Race, ein vierter Etappenrang bei der Tour of the Alps sowie der sechste Platz in der Gesamtwertung der Türkei-Rundfahrt zum Saisonabschluss.
Im Jahr 2024 ging Pellizzari als jüngster Fahrer bei der 107. Austragung der Giro d’Italia an den Start. Bei seinem Grand-Tour-Debüt setzte er sich im Finale der 16. Etappe vom Hauptfeld ab und wurde erst auf dem letzten Kilometer von dem gesamtführenden Tadej Pogačar eingeholt. Der Slowene gewann die Etappe, schenkte Pellizzari im Ziel jedoch seine Brille und sein Rosa Trikot. Tags drauf überquerte Giulio Pellizzari den Passo Sella als Erster, der als Cima Coppi den höchsten Punkt der Rundfahrt darstellte. Weiters trug er auf den letzten drei Etappen stellvertretend für Tadej Pogačar das Blaue Trikot des Führenden in der Bergwertung und belegte schlussendlich den 49. Gesamtrang. Als Dritter der Tour of Slovenia, Siebter der Tour of Austria und Zweiter des Giro della Regione Friuli Venezia Giulia stellte er auch im weiteren Verlauf der Saison seine Fähigkeiten am Berg unter Beweis.
Am 2. August 2024 wurde der Wechsel zu Red Bull-Bora-hansgrohe bekannt gegeben, damit war Pellizzari der erste Neuzugang des UCI WorldTeams für die Saison 2025. Beim Giro d’Italia fuhr er zunächst als Helfer von Primož Roglič, ehe er nach dem Ausscheiden des Slowenen den 6. Platz in der Gesamtwertung belegte. Nach einer längeren Rennpause ging der erst 21-jährige Italiener bei der Burgos-Rundfahrt an den Start, die er auf dem vierten Gesamtrang beendete.

## Erfolge
2023
- eine Etappe Tour de l’Avenir
- Giro del Medio Brenta
- Berg- und Nachwuchswertung Carpathian Couriers Race

2024
- Bergwertung Tour of Slovenia

## Grand Tour-Platzierungen
| Grand Tour            | 2024 | 2025 |
| --------------------- | ---- | ---- |
| Giro d’ItaliaGiro     | 49   | 6    |
| Tour de FranceTour    | –    | –    |
| Vuelta a EspañaVuelta | –    |      |